# Allopauropus crucifer
Allopauropus crucifer är en mångfotingart som beskrevs av Paul Auguste Remy 1958. Allopauropus crucifer ingår i släktet småfåfotingar, och familjen fåfotingar. Inga underarter finns listade i Catalogue of Life.